# Beşiktaş

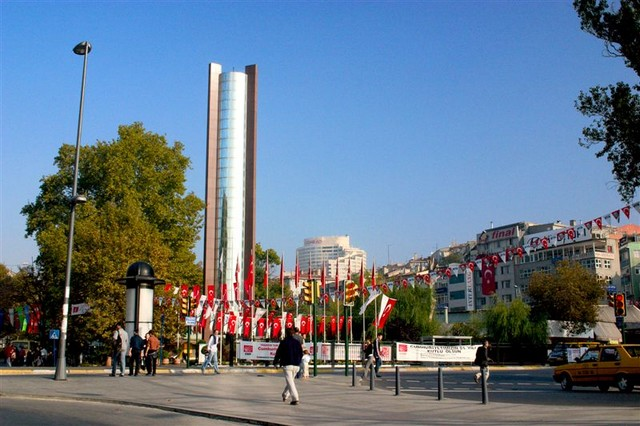
Plac w dzielnicy Beşiktaş

Beşiktaş – dzielnica Stambułu w europejskiej części miasta przylegająca do brzegu Bosforu. W 2000 roku populacja dzielnicy wynosiła 190 813 ludzi.
Jedna z najstarszych osad nad Bosforem. Znajdują się w niej budynki historyczne oraz dwa muzea: Beşiktaş w kompleksie Dolmabahçe oraz Muzeum Morskie. Znajduje się tu mauzoleum sławnego tureckiego admirała Hayrettina Barbarossy oraz Meczet Sinana Paszy. Wzdłuż wybrzeża ciągnie się Park Yıldız. Naprzeciwko postawiono Pałac Çırağan zbudowany w XIX w.
W dzielnicy siedzibę ma klub sportowy Beşiktaş JK.

## Współpraca
- Brooklyn, Stany Zjednoczone
- Erlangen, Niemcy
- Morfu, Cypr Północny
- Szkodra, Albania
- Songpa, Korea Południowa
- Trenczyn, Słowacja